# Acaeroplastes melanurus
Acaeroplastes melanurus är en kräftdjursart som först beskrevs av Gustav Budde-Lund 1879.  Acaeroplastes melanurus ingår i släktet Acaeroplastes och familjen Porcellionidae.

## Underarter
Arten delas in i följande underarter:
- A. m. melanurus
- A. m. sardous